# Зверобойка (Кудельно-Ключевской сельсовет)
Зверобойка — посёлок в Тогучинском районе Новосибирской области. Входит в состав Кудельно-Ключевского сельсовета.

## География
Площадь посёлка — 32 гектара.

## Население
| 2002 | 2007 | 2010 |
| ---- | ---- | ---- |
| 68   | ↗84  | ↘68  |

## Инфраструктура
В посёлке по данным на 2007 год отсутствует социальная инфраструктура.